# حكومة مالك
حكومة رضا مالك هي ثالث حكومة جزائرية في عهد المجلس الأعلى للدولة الذي حكم البلاد بعد استقالة الرئيس الشاذلي بن جديد، واستمرت من 21 أغسطس 1993 إلى 11 أبريل 1994.
عين رضا مالك على رأس الحكومة في 21 أغسطس 1993 وأعضاء الحكومة في 4 سبتمبر 1993 في عهد علي كافي. بعد توالي اليمين زروال قيادة البلاد، استمرت الحكومة بأداء مهامها .

## أعضاء الحكومة
- رئيس الحكومة : رضا مالك
- وزير الدفاع : اليمين زروال
- وزير للشؤون الخارجية : محمد الصالح دمبري
- وزير الداخلية والجماعات المحلية : سليم سعدي
- وزير العدل : محمد تقية
- وزير الاقتصاد : مراد بن أشنهو
- وزير الثقافة والاتصال: محمد مرزوق
- وزير الشؤون الدينية : عبد الحفيظ أمقران
- وزير التربية الوطنية : أحمد جبار
- وزير الشباب والرياضة : سيد علي لبيب
- وزير البريد والموصلات : الطاهر علان
- وزير التكوين لمهني : حسان العسكري
- وزير العمل والشؤون الاجتماعية :لوناس بورنان
- وزير الفلاحة : أحمد حسميم
- وزير التجهيز : مقداد سيفي
- وزير الصناعة والمناجم : مختار محرزي
- وزير النقل : محند أرزقي ايسلي
- وزير الصحة والسكان : محمد الصغير بابس
- وزير المجاهدين : إبراهيم شيبوط
- وزير الطاقة: أحمد بن بيتور
- وزير السكن : محمد مغلاوي

- وزير منتدب للميزانية : علي براهيتي
- وزير منتدب للتجارة : محمد مقراوي
- وزير منتدب للمؤسسات الصغيرة والمتوسطة : رضا حمياني
- وزير منتدب للجامعات والبحث العلمي : أبو بكر بن بوزيد
- كاتب للدولة والشؤون المغاربية : أحمد أويحي
  - عوضه أحمد عطاف في 12 مارس 1994[4]

- الأمين العام للحكومة: سعيد بوالشعير[5]